# Strada statale 251 della Val di Zoldo e Val Cellina
La ex strada statale 251 della Val di Zoldo e Val Cellina (SS 251), ora strada provinciale 251 Zoldo e Cellina (SP 251) in provincia di Venezia, strada regionale 251 della Val di Zoldo e Val Cellina (SR 251) in Friuli-Venezia Giulia e strada provinciale 251 della Val di Zoldo e Val Cellina (SP 251) in provincia di Belluno, è una strada regionale e provinciale italiana che collega il Veneto Orientale al Cadore.

## Percorso
Inizia a Portogruaro, dalla strada statale 14 della Venezia Giulia e, dopo aver attraversato Cinto Caomaggiore, entra in Friuli-Venezia Giulia. Qui tocca le località di Villotta, Azzano Decimo ed entra a Pordenone, dove interseca la strada statale 13 Pontebbana; superato quindi il capoluogo, prosegue verso nord toccando San Martino di Campagna e Montereale Valcellina. Superata quest'ultima, la strada valica un tratto in galleria ed entra nella Valcellina dove attraversa, su un tracciato montano e curvilineo, Barcis, Arcola, Cimolais (dopo il quale valica il passo di sant'Osvaldo), Erto e Casso, e rientra quindi in Veneto, in provincia di Belluno.
La strada si snoda qui nella Val di Zoldo e attraversa le località di Longarone,
Forno di Zoldo, Fusine e Mareson. Negli ultimi chilometri tocca Selva di Cadore (dove interseca la ex strada statale 638 del Passo di Giau) per giungere infine a Colle Santa Lucia, dove si immette sulla ex strada statale 203 Agordina.

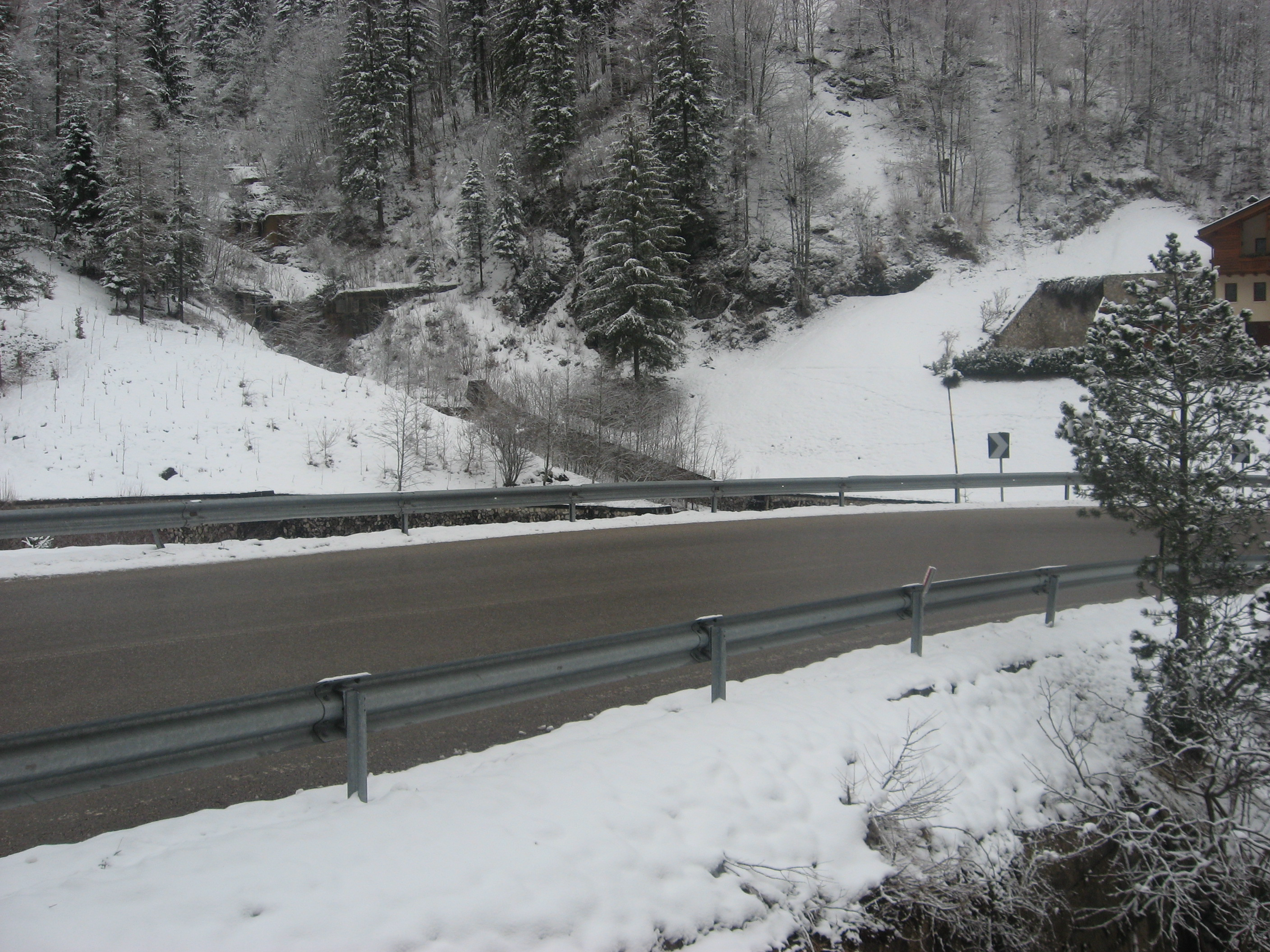
Particolare della ex SS 251 innevata nei pressi di Dont di Val di Zoldo

Ai fini della sicurezza, FVG Strade ha scelto questa strada per sperimentare, nei pressi di Ravedis (Barcis), in un tratto tra due gallerie e sempre esposto all'ombra, uno speciale asfalto antigelo: è presente una stazione meteorologica ed una telecamera che serve per riprendere l'asfalto dopo il passaggio di un veicolo ed osservare gli effetti.
In seguito al decreto legislativo n. 112 del 1998, dal 1º ottobre 2001, la gestione del tratto veneto è passata dall'ANAS alla Regione Veneto che ha provveduto al trasferimento al demanio della Provincia di Belluno e della Provincia di Venezia; dal 20 dicembre 2002 la gestione del tratto bellunese è passata alla società Veneto Strade.
Dal 1º gennaio 2008 la gestione del tratto friulano è passata alla Regione Friuli-Venezia Giulia, che ha provveduto al trasferimento delle competenze alla società Friuli Venezia Giulia Strade S.p.A..